# Antidythemis nigra
Antidythemis nigra is een libellensoort uit de familie van de korenbouten (Libellulidae), onderorde echte libellen (Anisoptera).
De wetenschappelijke naam Antidythemis nigra is voor het eerst geldig gepubliceerd in 1952 door Buchholz.